# 10 tháng 6
Ngày 10 tháng 6 là ngày thứ 161 (162 trong năm nhuận) trong lịch Gregory. Còn 204 ngày trong năm.

## Sự kiện
- 1190 – Cuộc thập tự chinh thứ ba: Hoàng đế Friedrich I của La Mã Thần thánh chết đuối trên sông Göksu thuộc Thổ Nhĩ Kỳ ngày nay trong khi đang dẫn quân tiến đến Jerusalem.
- 1829 – Cuộc đua thuyền đầu tiên giữa Đại học Oxford và Đại học Cambridge diễn ra trên sông Thames tại Luân Đôn, Anh.
- 1886 – Quốc vương Ludwig II của Bayern bị tước quyền.
- 1940 – Chiến tranh Thế giới thứ hai: Ý tuyên chiến với Pháp và Anh. Đồng thời, Canada tuyên chiến với Ý.
- 1940 - Loại ô tô Jeep xuất hiện
- 1965 – Chiến tranh Việt Nam: Quân Giải phóng tiến công quân Việt Nam Cộng hòa tại Đồng Xoài
- 1967 – Chiến tranh Sáu ngày kết thúc khi Israel và Syria đồng ý ký một lệnh ngừng bắn.
- 1967 – Nguyên mẫu chiến đấu cơ MiG-23 của Liên Xô tiến hành chuyến bay thử nghiệm đầu tiên.

## Sinh
- 1803 - Henry Darcy, kỹ sư người Pháp, nổi tiếng với công trình Định luật Darcy (m. 1858)
- 1907 - Thế Lữ, Nhà văn Việt Nam (mất 1989)
- 1919 - Suzuki Choji, võ sư Karatedo người Nhật Bản, tổ sư hệ phái Suzucho.
- 1957 - Lại Văn Sâm, nhà báo, người dẫn chương trình truyền hình, biên tập viên của Đài Truyền hình Việt Nam
- 1959 - Carlo Ancelotti, huấn luyện viên bóng đá Ý
- 1963 - Jeanne Tripplehorn, diễn viên Mỹ
- 1965 - Elizabeth Hurley, diễn viên Scotland
- 1966 - David Platt, cầu thủ bóng đá Anh
- 1975 - Henrik Pedersen, cầu thủ bóng đá Đan Mạch
- 1985 - 
  - Kristina Lundberg, cầu thủ khúc côn cầu Thụy Điển
  - Vasilis Torosidis, cầu thủ bóng đá Hy Lạp
- 1987 - J.Fla, Ca sĩ, Youtuber người Hàn Quốc

## Mất
- 323 TCN - Alexandros Đại Đế (s. 356 TCN).
- 223 - Lưu Bị, hoàng thân nhà Hán, hoàng đế khai quốc nhà Thục Hán thời Tam Quốc trong lịch sử Trung Quốc (s. 161).
- 1836 - André-Marie Ampère, nhà vật lý người Pháp
- 1971 - Michael Rennie, diễn viên Anh (s. 1909)
- 1987 - Elizabeth Hartman, diễn viên Mỹ
- 2016
  - Christine Grimmie, ca sĩ Mỹ (s. 1994)
  - Gordie Howe, vận động viên khúc côn cầu (s. 1928)